# Зона свободного огня
Зона свободного огня (англ. Free fire zone) — понятие в Вооружённых силах США. Согласно полевому наставлению 6-20 (FM 6-20),
Определённая зона, в которой любая оружейная система может вести огонь без дополнительной координации со своей штаб-квартирой.
Первоначально термин означал территорию вокруг военно-воздушной базы, свободную от мирных жителей, что позволяло самолётам сбросить бомбы перед приземлением.
Дальнейшее распространение термин получил во время войны во Вьетнаме. Силы США устанавливали зоны свободного огня в районах, которые считались подконтрольными противнику (иногда предварительно выселив оттуда мирных жителей). В этих районах не существовало ограничений на ведение огня и применение тяжёлых вооружений. Любой неопознанный субъект рассматривался как вражеский военный.